# 卡爾馬主教座堂
卡爾馬大教堂（Kalmar domkyrka）是位於瑞典東南部城市卡爾馬的一座教堂。卡爾馬大教堂始建於17世紀中期。由於戰爭的影響，卡爾馬大教堂的工程曾經一度中斷。戰爭結束之後，卡爾馬大教堂在1703年竣工。